# Kadua
Kadua ist eine Pflanzengattung in der Familie der Rötegewächse (Rubiaceae). Die etwa 30 Arten kommen auf einigen pazifischen Inseln vor.

## Beschreibung

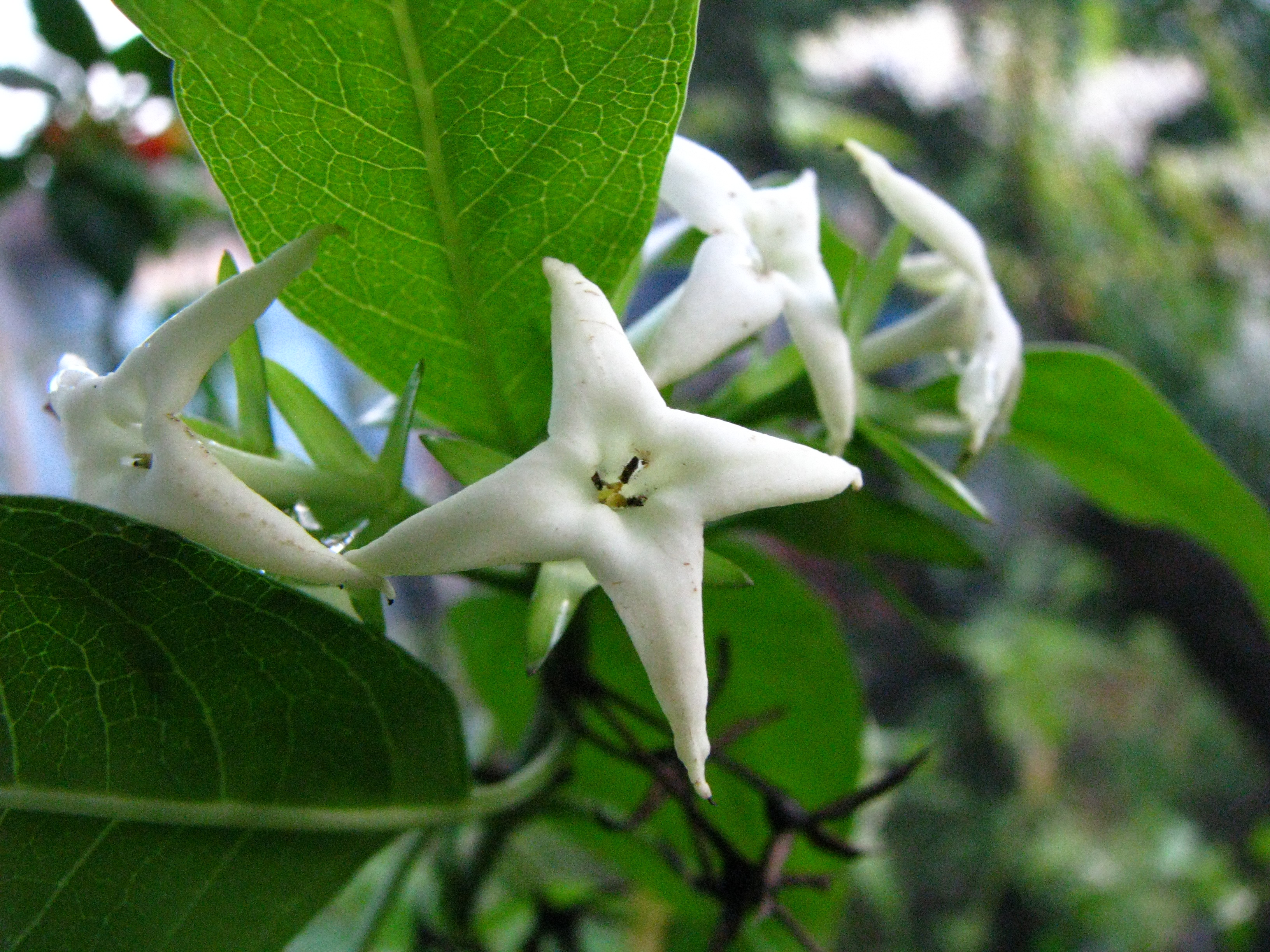
Blüten von Kadua fluviatilis

### Vegetative Merkmale
Die Kadua-Arten wachsen als ausdauernde krautige oder sukkulente Pflanzen, aufrechte bis kletternde Sträucher oder Lianen, gelegentlich auch als kleine bis mittelgroße Bäume. Die Triebe können kahl bis spärlich behaart sein. Einige Arten verströmen einen unangenehmen Geruch, wenn sie verletzt werden.
Die gegenständig an den Zweigen angeordneten Laubblätter sind bei den meisten Arten in Blattstiel und Blattspreite gegliedert. Bei einigen Arten fehlt der Blattstiel jedoch. Die dünn-ledrigen bis papierartigen Blattspreiten sind einfach und haben ganzrandige Spreitenränder. Die interpetiolaren, gelegentlich auch intrapetiolaren, dreieckigen Nebenblätter können mit den Blattstielen verwachsen sein und bilden dann eine kurze Blattscheide. Sie haben ganzrandige, gezähnte oder kammartige Blattränder und eine stachelig spitz zulaufende Blattspitze.

### Generative Merkmale
Die Kadua-Arten können zwittrig, gelegentlich auch einhäusig (monözisch) getrenntgeschlechtig sein. Die Blüten stehen einzeln in reduzierten Trugdolden oder stehen in end- oder seitenständigen, zymösen rispen- oder schirmrispenigen Blütenständen zusammen, die meist dreifach verzweigt sind.
Die meist zwittrigen, seltener auch eingeschlechtigen Blüten sind radiärsymmetrisch. Die weißen bis grünlichweißen, rosafarbenen bis violetten oder violett-grünlichen, meist fleischigen Kronblätter sind stieltellerförmig, gelegentlich aber auch glockenartig oder krugartig miteinander verwachsen und die die Krone endet in vier oder fünf Kronlappen. Die Kronblätter einer Blüte können unterschiedlich groß sein. Die Kronlappen weisen an ihrer Spitze Anhängsel auf. Die Staubblätter sind in der Mitte oder nahe am Grund der Kronröhre inseriert. Die Staubbeutel sind ungestielt oder sitzen auf kurzen Staubfäden. Zwei bis vier Fruchtblätter sind zu einem Fruchtknoten verwachsen, wobei jedes der Fruchtblätter einige wenige bis zahlreiche Samenanlage aufweist. Der zwei- bis vierfach gelappte Griffel ist zylindrisch bis fadenförmig. Eine Narbe ist vorhanden.
Die Kapselfrüchte sind meist trocken, selten fleischig. Das Endokarp ist mehr oder weniger stark verholzt während das meist dünne, selten dicke Mesokarp fast bis zur Basis fachspaltig ist. Selten wird das Mesokarp von einem dicken, fleischig-saftigen Hypanthium umgeben und wirkt dann beerenartig. Jede der Früchte enthält wenige bis zahlreiche, formenreiche Samen. Bei einigen Arten weisen die Samen einen Flügel mit einem Hilum am Flügelrand auf.

### Chromosomenzahl
Die Chromosomenzahl kann 2n = 72 oder 2n = c. 100 betragen.

## Verbreitung
Das Verbreitungsgebiet der Kadua-Arten erstreckt sich von Tuvalu, Tokelau und den Cookinseln über die Line Islands, Französisch-Polynesien und die Pitcairninseln bis nach Hawaii. Hawaii stellt den Verbreitungsschwerpunkt der Gattung Kadua dar, da dort eine große Artenvielfalt vorherrscht.

## Systematik

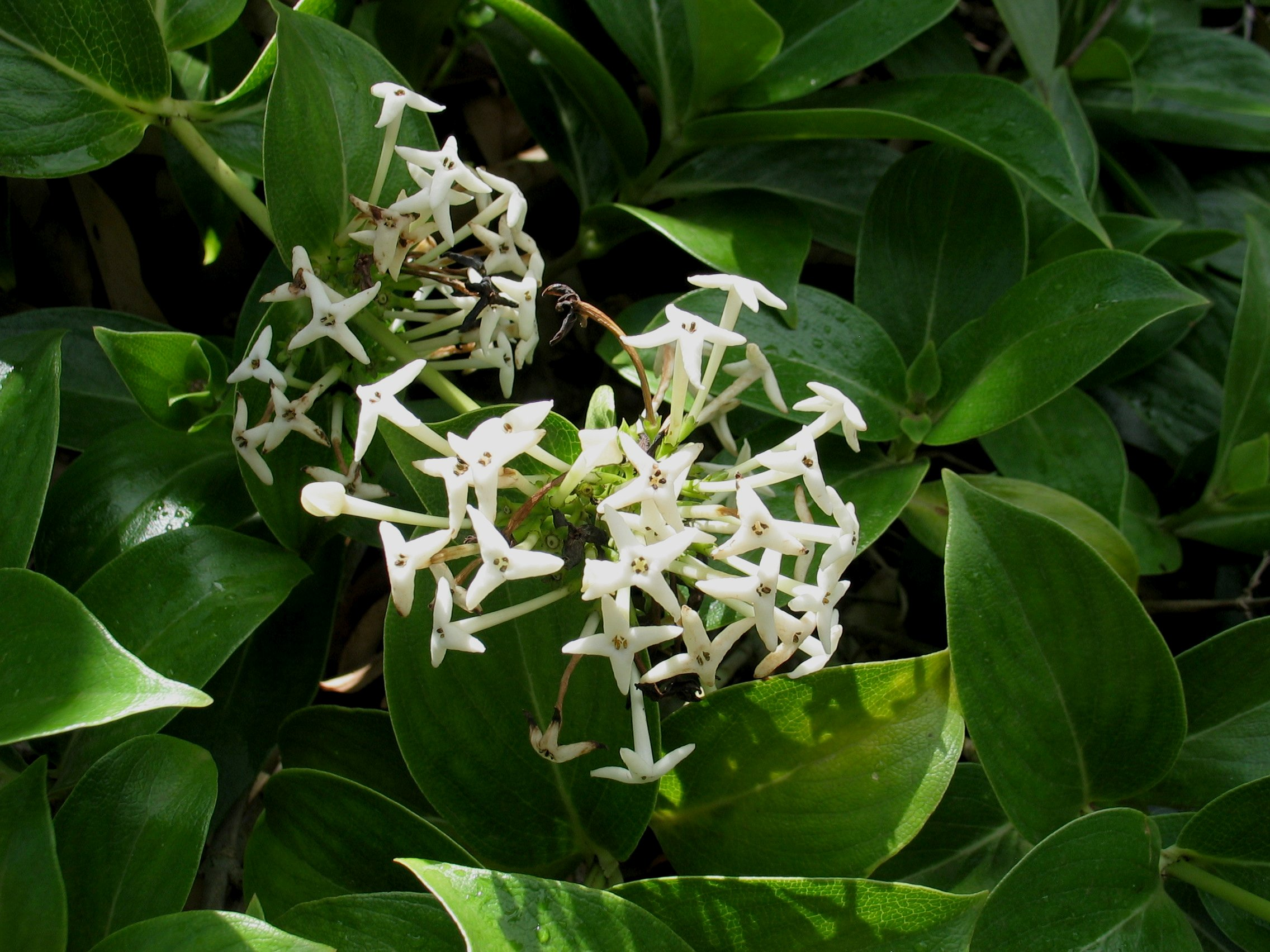
Blüten von Kadua formosa

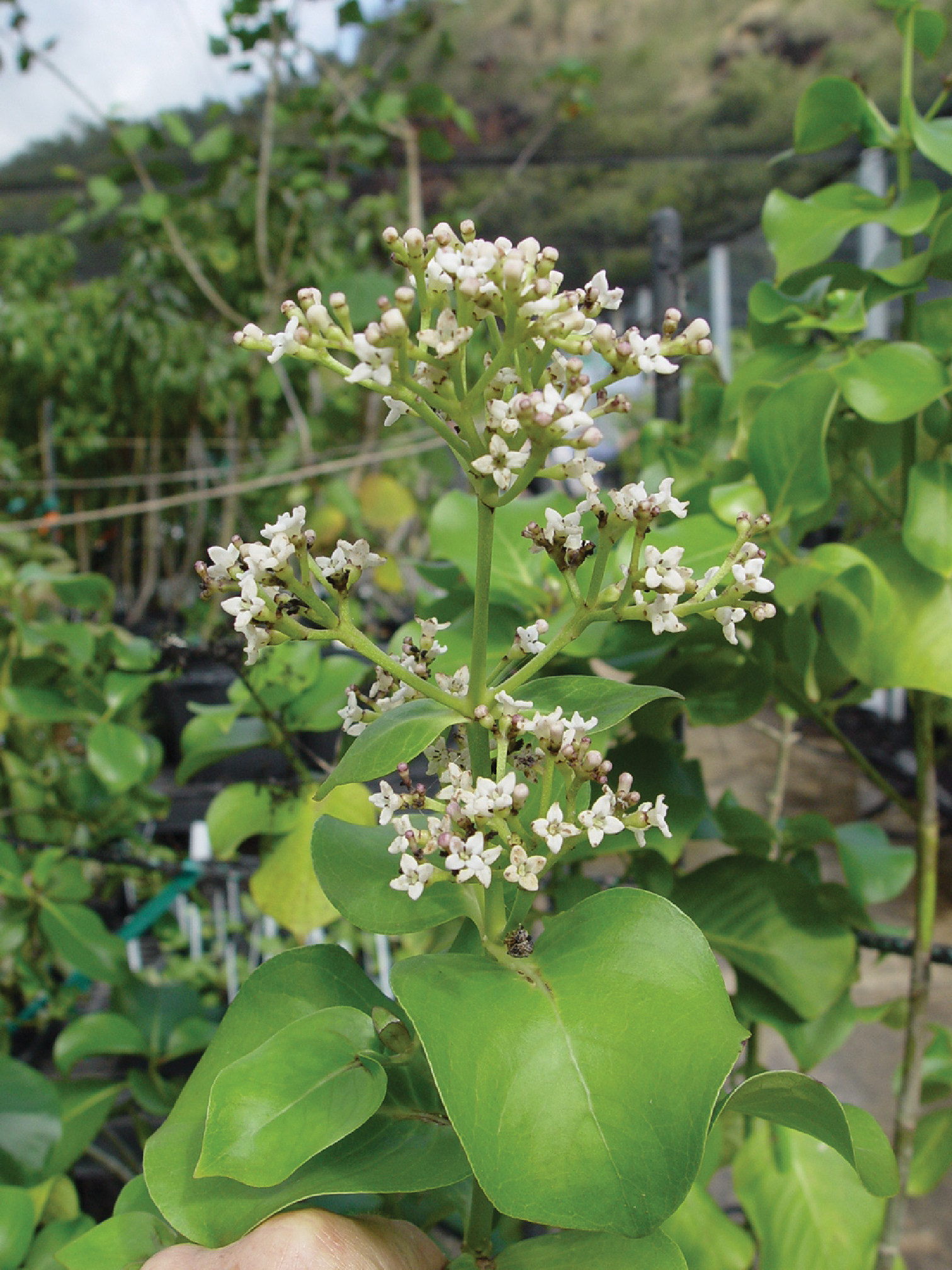
Blüten von Kadua lichtlei

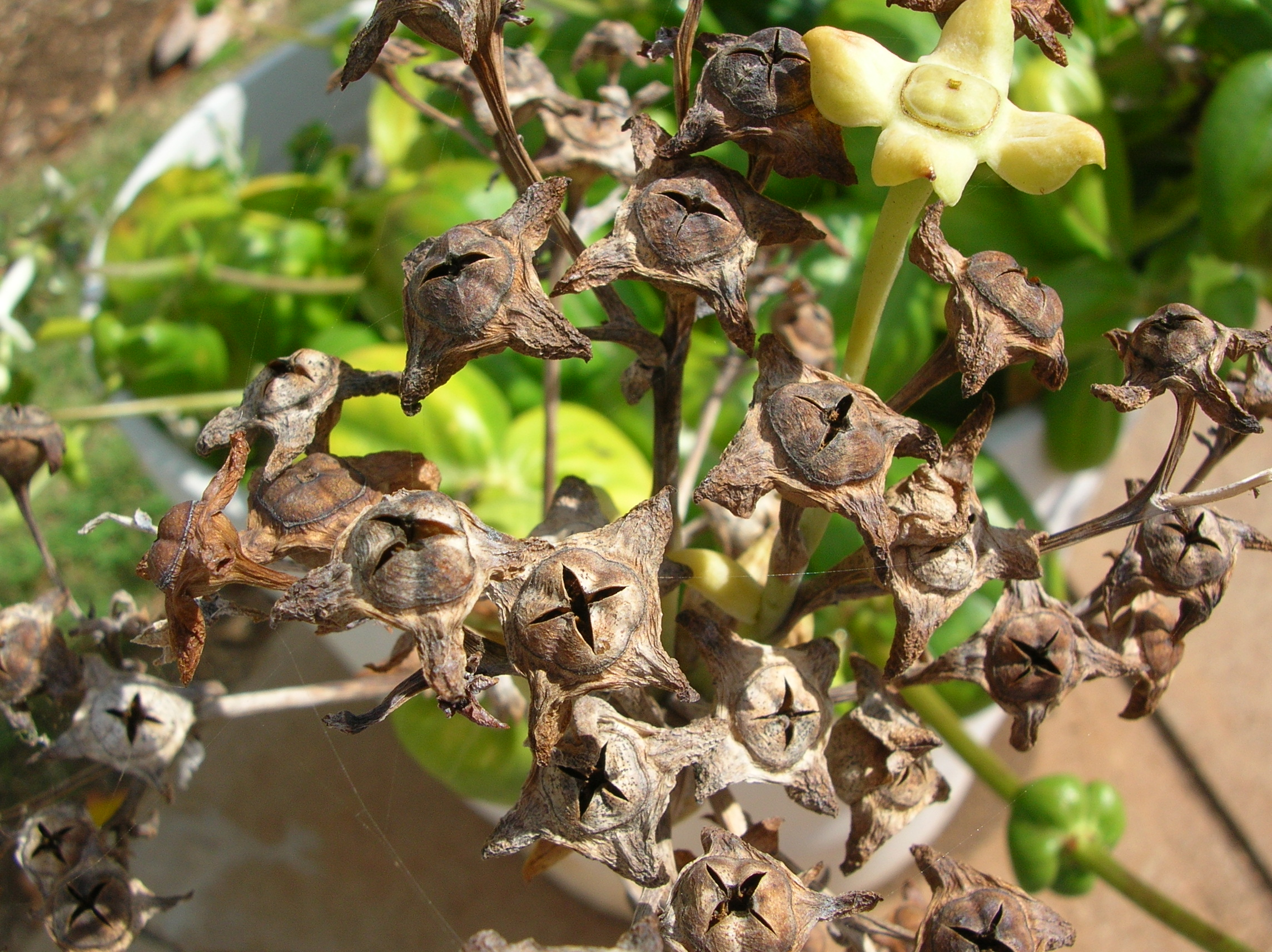
Reife Kapselfrüchte von Kadua littoralis

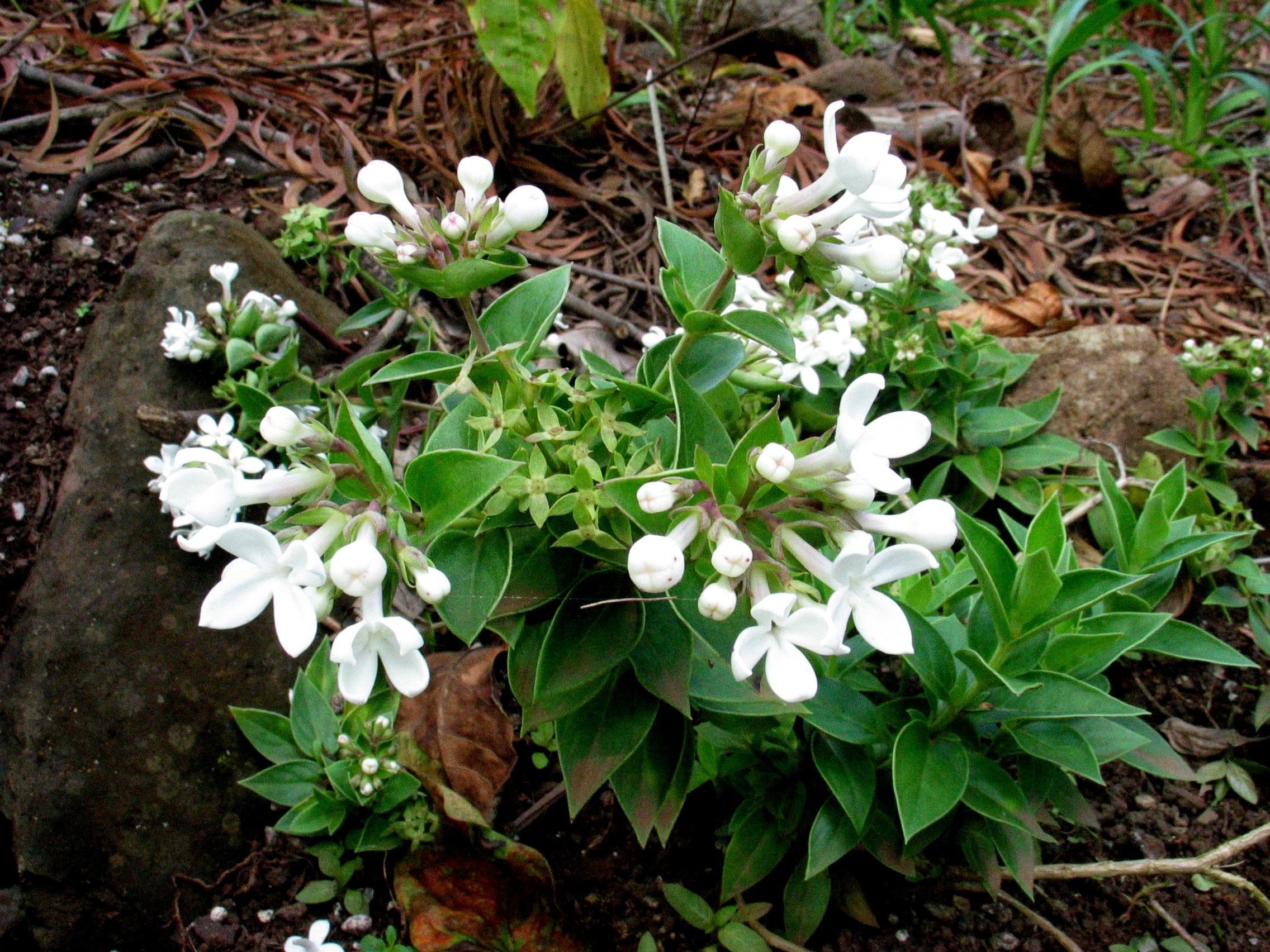
Kadua parvula

Die Gattung Kadua wurde im Jahr 1829 durch Adelbert von Chamisso und Diederich Franz Leonhard von Schlechtendal in  Linnaea, Band 4, Seite 157 aufgestellt. Synonyme für Kadua Cham. & Schltdl. sind: Wiegmannia Meyen sowie Gouldia A.Gray.
Die Gattung Kadua gehört zur Tribus Spermacoceae in der Unterfamilie Rubioideae innerhalb der Familie der Rubiaceae.
Es gibt etwa 30 Kadua-Arten:
- Kadua acuminata Cham. & Schltdl.: Hawaii.[3]
- Kadua affinis Cham. & Schltdl.: Hawaii.[3]
- Kadua axillaris (Wawra) W.L.Wagner & Lorence: Hawaii, Molokai, Maui.[3]
- Kadua centranthoides Hook. & Arn.: Hawaii.[3]
- Kadua cookiana Cham. & Schltdl.: Hawaii, Kauai.[3]
- Kadua cordata Cham. & Schltdl.: Hawaii. Mit zwei Unterarten.[3]
- Kadua coriacea (Sm.) W.L.Wagner & Lorence: Maui, Hawaii.[3]
- Kadua degeneri (Fosberg) W.L.Wagner & Lorence: Oahu. Mit zwei Unterarten.[3]
- Kadua elatior (H.Mann) A.Heller: Hawaii.[3]
- Kadua fluviatilis C.N.Forbes: Kauai, Oahu.[3]
- Kadua flynnii (W.L.Wagner & Lorence) W.L.Wagner & Lorence: Kauai.[3]
- Kadua foggiana (Fosberg) W.L.Wagner & Lorence: Kauai.[3]
- †Kadua foliosa Hillebr.: Ist in Hawaii ausgestorben.[3]
- Kadua formosa Hillebr.: Westliches Maui.[3]
- Kadua grantii (Fosberg) W.L.Wagner & Lorence: Sie kommt nur auf Bora Bora vor.[3]
- Kadua haupuensis Lorence & W.L.Wagner: Kauai.[3]
- Kadua knudsenii Hillebr.: Kauai.[3]
- Kadua laxiflora H.Mann: Molokai, Lanai, Maui.[3]
- Kadua lichtlei Lorence & W.L.Wagner: Marquesas-Inseln.[3]
- Kadua littoralis Hillebr.: Hawaii.[3]
- Kadua lucei (Lorence & J.Florence) W.L.Wagner & Lorence: Marquesas-Inseln.[3]
- Kadua munroi (Fosberg) Govaerts: Oahu, Lanai.[3]
- Kadua nukuhivensis (J.Florence & Lorence) W.L.Wagner & Lorence: Marquesas-Insel Nuku Hiva.[3]
- Kadua parvula A.Gray: Oahu.[3]
- Kadua raiateensis J.W.Moore: Sie kommt nur auf Raiatea vor.[3]
- Kadua rapensis F.Br.: Sie kommt nur auf Rapa Iti vor.[3]
- Kadua romanzoffiensis Cham. & Schltdl.: Sie kommt auf Inseln des südlichen Pazifik vor.[3]
- Kadua st-johnii (B.C.Stone & Lane) W.L.Wagner & Lorence: Kauai.[3]
- Kadua tahuatensis (Lorence & J.Florence) W.L.Wagner & Lorence: Marquesas-Insel Tahuata.[3]
- Kadua tryblium (D.R.Herbst & W.L.Wagner) W.L.Wagner & Lorence: Hawaii.[3]